# La dama malvada
La dama malvada (títol original en anglès: The Wicked Lady) és una pel·lícula britànica dirigida per Leslie Arliss, estrenada el 1945. Ha estat doblada al català.

## Argument
La bella i ambiciosa Barbara Worth, una aventurera de l'Anglaterra del segle xvii, comença la seva carrera de bandida robant-li el promès a Caroline, la seva millor amiga. Però aviat descobreix que l'existència amb ell, Ralph Skelton, és massa avorrida i decideix començar una nova i emocionant vida ocultant-se darrere d'una màscara i llançant-se als camins per assaltar els viatgers. Quan coneix Jerry Jackson pels camins, es converteix en el seu vehement amant i també en una assassina. Mentrestant Ralph s'adona que estima Caroline, però sembla que és massa tard per a la seva vida junts.

## Repartiment
- Margaret Lockwood: Barbara Worth
- James Mason: el capità Jerry Jackson
- Patricia Roc: Caroline
- Griffith Jones: Sir Ralph Skelton
- Michael Rennie: Kit Locksby
- Felix Aylmer: Hogarth
- Enid Stamp-Taylor: lady Henrietta Kingsclere
- Francis Lister: lord Kingsclere
- Beatrice Varley: tia Moll
- Amy Dalby: tia Doll

## Al voltant de la pel·lícula
- Un remake va ser rodat el 1983 amb el mateix títol de  The Wicked Lady.